# Panama na Letnich Igrzyskach Olimpijskich 1960
Panamę na Letnich Igrzyskach Olimpijskich 1960 reprezentowało sześciu zawodników. Był to 4. start reprezentacji Panamy na letnich igrzyskach olimpijskich.

## Skład kadry

### Lekkoatletyka
Kobiety
- Jean Holmes – bieg na 100 metrów – odpadła w ćwierćfinałach
- Carlota Gooden – bieg na 100 metrów – odpadła w ćwierćfinałach
- Silvia Hunte, Carlota Gooden, Lorraine Dunn, Jean Holmes – sztafeta 4 × 100 metrów – odpadły w eliminacjach

### Podnoszenie ciężarów
Mężczyźni
- Ángel Famiglietti – waga piórkowa – 17. miejsce

### Zapasy
Mężczyźni
- Eduardo Campbell – waga kogucia – 10. miejsce